# 巨野县
巨野县是山东省菏泽市下辖的一个县，位于山东省的西南部。古系沼泽之地，因古有大野泽而得名。县人民政府驻鳳凰街道。

## 历史
巨野县设置于西汉初，至今有两千余年历史。
夏商时期，巨野地属徐州北境；西周至春秋为鲁国西境，是鲁哀公西狩获麟之地；战国时属宋，后改属齐国；秦属砀郡；汉至三国时期属山阳郡；晋至南北朝为高平郡；隋朝时期，巨野分属郓州、曹州和金乡县；唐至五代属河南道郓州；宋归属济州；元明时属济宁府、兖州府；清雍正十三年改属曹州府；中华民国1928年为山东省直属县；1953年归属菏泽专区；1958年改属济宁专区；1959年改归菏泽专区，2001年菏泽地区改为菏泽市，巨野县属菏泽市管辖。
近代在此麒麟镇磨盘张庄发生了著名的“巨野教案”。

## 自然地理
巨野经纬度范围：东经115°47'-116°13'，北纬35°05'-35°30'。巨野属于黄河沖積平原。

## 行政区划
巨野县下辖2个街道办事处、15个镇：
凤凰街道、永丰街道、龙固镇、大义镇、柳林镇、章缝镇、大谢集镇、独山镇、麒麟镇、核桃园镇、田庄镇、太平镇、万丰镇、陶庙镇、董官屯镇、田桥镇和营里镇。

## 人口
根据(山东省)菏泽市第七次全国人口普查公报显示：巨野县常住人口为923923人，男性人口占比50.47%，女性人口占比49.53%，年龄结构中0-14岁占比26.46%，15-59岁占比55.57%，60岁以上占比17.98%，65岁以上占比14.22%。

## 经济
巨野县煤炭资源丰富，以巨野命名的“巨野煤田”，是目前华东地区储量最大、煤层最厚、煤质最优的唯一一个正在开发建设的大型整装煤田。巨野境内的龙固矿井和万福矿井，是巨野煤田七对矿井中最具开发价值的两对矿井。
巨野素有“棉花之都”之称，棉花是巨野的传统产业和支柱产业。
知名企业有花冠酒业等。

## 交通
境内有 327国道、日东高速、德上高速、 济广高速。新石铁路通过巨野，有巨野站办理客运业务。水上交通有洙水河航道。

## 教育
巨野县第一中学，巨野县第二中学（2017年8月“巨野二中”并入巨野县高级中学）巨野县第十二中学（2020年后改为“巨野县文苑中学”）巨野县高级中学。巨野县高级中学前身为巨野县师范学校，巨野县师范学校是一所中专学校。

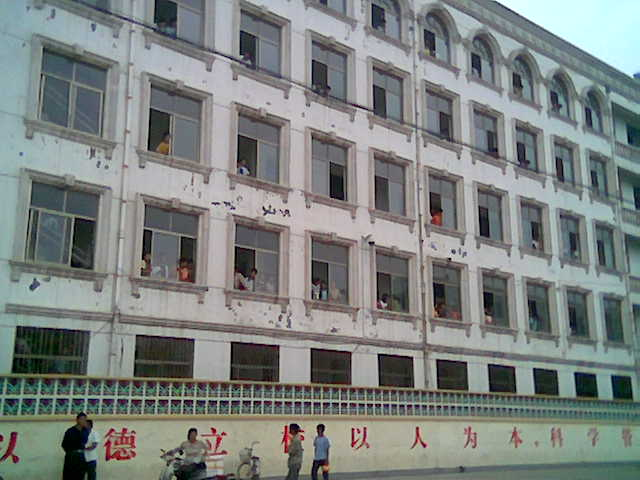
巨野麟州中学教学楼（现已废弃，由巨野县南关小学、新华小学轮流租用）

## 文化
巨野有“戏曲之乡”、“农民绘画之乡”、“武术之乡”、“麒麟诞生之地”、之称。
美食以罐子汤为首，源于山东省菏泽市巨野县大谢集镇，以大谢集镇老地方罐子汤最为正宗。已经在中国国家工商局注册“谢集正宗罐子汤”商标。是当地群众最为喜爱的汤类之一，先后被载入鲁西南名吃、山东名吃，2004年又被命名为中华名吃。

## 旅游
- 永丰塔
- 大周任史君屏盗碑
- 昌邑故城
- 金山
- 秦王洞
- 洙水河公园